# Canton de Brioude-Sud
Le canton de Brioude-Sud est une ancienne division administrative française, située dans le département de la Haute-Loire en région Auvergne.

## Composition
Le canton de Brioude-Sud se composait d’une fraction de la commune de Brioude et de six autres communes. Il comptait 6 903 habitants (population municipale) au 1er janvier 2012.
| Nom                     | Code Insee | Intercommunalité        | Population (dernière pop. légale)             |
| ----------------------- | ---------- | ----------------------- | --------------------------------------------- |
| Brioude (chef-lieu)     | 43040      | CC Brioude Sud Auvergne | Fraction : 3 591(2012) Commune : 6 700 (2014) |
| Chaniat                 | 43055      | CC Brioude Sud Auvergne | 165 (2014)                                    |
| Fontannes               | 43096      | CC Brioude Sud Auvergne | 997 (2014)                                    |
| Javaugues               | 43105      | CC Brioude Sud Auvergne | 199 (2014)                                    |
| Lavaudieu               | 43117      | CC Brioude Sud Auvergne | 234 (2014)                                    |
| Saint-Just-près-Brioude | 43206      | CC Brioude Sud Auvergne | 429 (2014)                                    |
| Vieille-Brioude         | 43262      | CC Brioude Sud Auvergne | 1 225 (2014)                                  |

## Histoire
Le canton de Brioude-Nord a été créé par le décret du 24 décembre 1984 scindant en deux le canton de Brioude.
Il est supprimé lors du redécoupage cantonal de 2014 par le décret du 17 février 2014.

## Représentation
| Période | Période      | Identité            | Étiquette    | Qualité                                                                   |
| ------- | ------------ | ------------------- | ------------ | ------------------------------------------------------------------------- |
| 1985    | 2013 (décès) | Philippe Vignancour | UDF puis UMP | Médecin, Vice-président du Conseil général Maire de Fontannes (1977-2013) |
| 2013    | 2015         | Sophie Courtine     | UMP          | DGS de la ville de Brioude Elue en 2015 dans le Canton de Brioude         |

## Démographie
| 1990  | 1999  | 2006  | 2011  | 2012  |
| ----- | ----- | ----- | ----- | ----- |
| 6 413 | 6 456 | 6 799 | 6 895 | 6 903 |